# Triglochin mexicana
Triglochin mexicana är en sältingväxtart som beskrevs av Carl Sigismund Kunth. Triglochin mexicana ingår i släktet sältingar, och familjen sältingväxter. Inga underarter finns listade.